# Pentagon, Washington D.C.

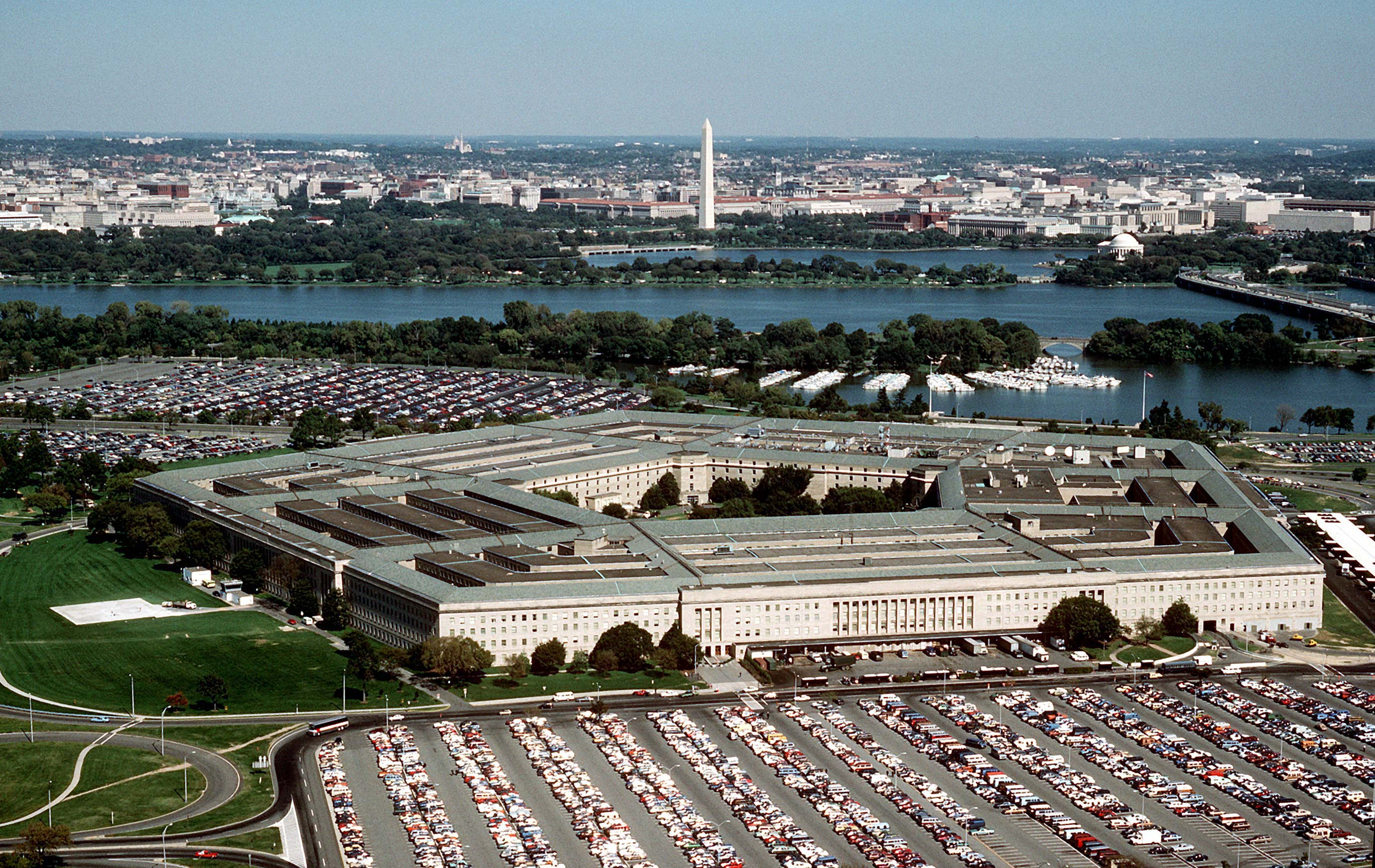
Pentagonul

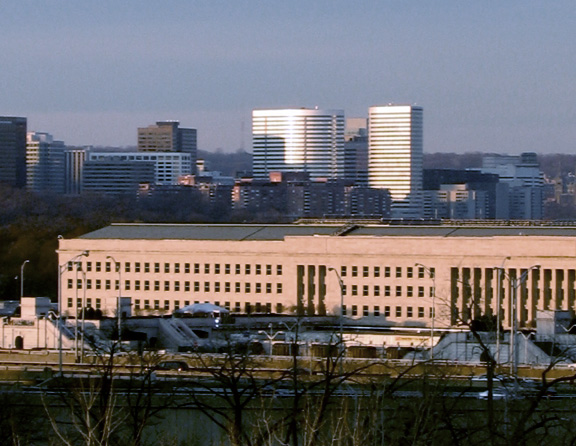
Pentagonul

Pentagonul (sediul central al Departamentului Apărării al Statelor Unite ale Americii) este cea mai mare clădire administrativă din lume. Este de două ori mai mare decât Merchandise Mart din Chicago și are o suprafață folosibilă de trei ori mai mare decât cea a Empire State Building din New York. Capitoliul Național (the National Capitol) ar încăpea în oricare dintre cele cinci secțiuni ale clădirii. Există puțini americani care să nu știe de Pentagon. Dintre aceștia, mulți urmăresc știrile despre proiectele de apărare inițiate în această clădire. Clădirea, la data construcției, reprezenta cea mai mare suprafață construită din lume, 14 ha.
În fapt, Pentagonul este un oraș în sine. Aproximativ 23.000 de angajați, cadre militare și civili, contribuie la planificare și execuția planurilor de apărare a SUA. Aceștia vin zilnic din Washington D.C. și din suburbiile orașului, folosind cei peste 45 km de drumuri de acces, încorporând benzi expres pentru autobuze și unul dintre cele mai noi sisteme de metrou din țară. Angajații parchează zilnic 8.770 de mașini în 16 parcări răspândite printre cei 200 de ari de gazon; folosesc 131 rânduri de scări și 19 scări rulante pentru a ajunge la birouri care ocupă 338.879 de metri pătrați. În interiorul clădirii, angajații au la dispoziție 4.200 de ceasuri, beau apă din 691 de cișmele, folosesc 284 de toalete, consumă 4.500 de căni de cafea și 6.800 de băuturi răcoritoare servite de personalul de 230 de oameni de la un restaurant, două cantine și șapte baruri, inclusiv unul în aer liber. Serviciile tip restaurant sunt contractate de către Pentagon cu o companie privată, civilă.
Cei 165.000 km de cablu telefonic conectează zilnic peste 200.000 de apeluri telefonice. Oficiul poștal militar procesează lunar 1.200.000 de articole de corespondență. O varietate de biblioteci deservesc munca și activitatea de cercetare a personalului. Doar una dintre ele, Biblioteca Armatei, oferă 300.000 de publicații și 1.700 de periodice în diferite limbi de circulație.
Chiar și fără ocupanți, mobilier și decorații, edificiul rămâne o structură extraordinară. Construită în primii ani ai celui de-al doilea război mondial, Pentagonul este considerat în continuare ca fiind una dintre cele mai eficiente clădiri cu birouri din lume. În ciuda celor aproape 29 km de coridoare, deplasarea între oricare două puncte din clădire nu necesită niciodată mai mult de șapte minute.
Înainte de construcție, actuala locație a Pentagonului era acoperită de mlaștini și gropi de gunoi. La fundația clădirii s-au folosit 5,5 milioane de metri cubi de pământ și 41.492 prefabricate din beton. În plus, 680.000 de tone de nisip și pietriș, dragate din râul Potomac, aflat în apropiere, au fost transformate în 435.000 de metri cubi de beton și folosite la crearea formei actuale a Pentagonului. Edificiul a fost ridicat cu costuri de circa 83 de milioane de dolari, construcția realizându-se în timp record, în mai puțin de 16 luni, fiind terminată pe 15 ianuarie 1943. Astfel au fost integrate 17 dintre fostele clădiri ale Ministerului de Război, permițând recuperarea investiției în decursul următorilor șapte ani.